# Jayne Meadows
Jane 'Jayne' Meadows Cotter (Harbin, 27 september 1919 – Encino, 26 april 2015) was een Amerikaans actrice. Meadows maakte in 1946 haar film- en acteerdebuut, als Sylvia Lea Burton in het thriller-drama Undercurrent. Ze werd driemaal genomineerd voor een Primetime Emmy Award: in 1978 (voor haar hoofdrol als Catharina de Grote in een aflevering van de fictieve historische talkshow Meeting of Minds), in 1987 (gastrol als Holga Oseransky in de dramaserie St. Elsewhere) en 1996 (bijrol als Alice Morgan in de komedieserie High Society). Ze was de oudere zus van actrice Audrey Meadows.
Meadows overleed op 26 april 2015 op 95-jarige leeftijd.
Ze werd begraven op het Forest Lawn Memorial Park in Hollywood Hills.

## Filmografie
*Exclusief 11 televisiefilms
| - The Story of Us (1999) - City Slickers II: The Legend of Curly's Gold (1994) - City Slickers (1991) - Murder by Numbers (1990) - Da Capo (1985) - Norman... Is That You? (1976) - College Confidential (1960) - It Happened to Jane (1959) | - David and Bathsheba (1951) - The Fat Man (1951) - Enchantment (1948) - The Luck of the Irish (1948) - Song of the Thin Man (1947) - Dark Delusion (1947) - Lady in the Lake (1947) - Undercurrent (1946) |

## Televisieseries
*Exclusief eenmalige gastrollen
- High Society - Alice Morgan (1995-1996, zeven afleveringen)
- St. Elsewhere - Olga Osoranski (1987-1988, drie afleveringen)
- It's Not Easy - Ruth Long (1983, tien afleveringen)
- Meeting of Minds - Catharina de Grote, Margaret Sanger, Donkere vrouw van de Sonnetten, Florence Nightingale, Marie Antoinette en Cleopatra (1977-1981, tien afleveringen)
- Medical Center - Nurse Chambers (1969-1972, tien afleveringen)
- The Eleventh Hour - Mrs. Bredan (1964, twee afleveringen)
- The Red Skelton Show - Verschillende 1957-1963, zes afleveringen)
- The Steve Allen Show - Verschillende (1957-1960, vier afleveringen)
- Danger - Verschillende (1952-1953, drie afleveringen)

## Privé
Meadows trouwde in 1954 met acteur Steve Allen, haar tweede echtgenoot. Ze bleef bij hem tot aan zijn overlijden in 2000. Samen kregen ze één kind, zoon Bill. Meadows trouwde in 1949 al eens met Milton Krims, maar dat huwelijk eindigde in een echtscheiding.
- International Standard Name Identifier: 0000 0001 1499 3881
- Library of Congress Control Number: n83123354
- Nationale Bibliotheek van Tsjechië: xx0083434
- SNAC: w6xm062s
- Système universitaire de documentation: 163561605
- Virtual International Authority File: 161993111
- WorldCat: E39PBJc3KmcHvF9Xb9rKdXtMyd